# Bolbelasmus kurosawai
Bolbelasmus kurosawai es una especie de coleóptero de la familia Geotrupidae.

## Distribución geográfica
Habita en Taiwán (China).